# أندرو دورن
أندرو دورن (بالإنجليزية: Andrew Dorn)‏ هو عداء مراثوني أمريكي، ولد في 11 مايو 1986 في ليك أوسويغو في الولايات المتحدة.